# Juhani Suutarinen
Juhani Suutarinen, född 24 maj 1943 i Uguniemi, är en finländsk före detta skidskytt.
Suutarinen blev olympisk silvermedaljör på 4 x 7,5 kilometer vid vinterspelen 1976 i Innsbruck.